# 水谷秀樹
水谷 秀樹（みずたに ひでき、1974年8月16日 - ）は、日本の元キックボクサー、男性空手家。東京都出身。
空手道場空手維新の師範。キックボクサー時代はスクランブル渋谷に所属。タイトルはRISE FLASH to CRUSH TOURNAMENT'06王者。空手三段、ブラジリアン柔術紫帯。数々の試合を逆転のハイキックでKO勝利していることから、「神の降りる左ハイキック」「闘神降臨」と呼ばれた。2011年、左膝半月板損傷のために現役を引退し、同年9月23日のRISEで引退セレモニーが行われた。

## アマチュア時代
27歳の時にダイエット目的で、近所にあった空手道場武道学館へ入門。30歳でキックボクシングへ転向するまでに極真会館宗家主催マス大山メモリアルカップ2004優勝など、フルコンタクト空手で多くの実績を残す。
2004年、30歳の時にスクランブル渋谷へ入門。プロキックボクサーを目指すようになる。
2005年9月25日、RISEのアマチュア大会の全日本大会で優勝。その年の12月に開催されるRISE DEAD OR ALIVE TOURNAMENT '05でのプロデビューが決定する。

## プロ引退後
引退後もブラジリアン柔術、禅道会RF空手などを中心に試合に出場している。格闘技の試合以外に、フルマラソンやトライアスロンの大会にも精力的に出場している。
金沢久幸とキックボクシングルールで、所英男とキックボクシングとMMAのミックスルールでのエキシビションマッチも行われた。